# Ctenus pergulanus
Ctenus pergulanus là một loài nhện trong họ Ctenidae.
Loài này thuộc chi Ctenus. Ctenus pergulanus được miêu tả năm 1912 bởi Arts.